# Bukovica, Rožaje
Bukovica este un sat din comuna Rožaje, Muntenegru. Conform datelor de la recensământul din 2003, localitatea are 576 de locuitori (la recensământul din 1991 erau 717 locuitori).

## Demografie
În satul Bukovica locuiesc 404 persoane adulte, iar vârsta medie a populației este de 32,9 de ani (32,2 la bărbați și 33,7 la femei). În localitate sunt 163 de gospodării, iar numărul mediu de membri în gospodărie este de 3,53.
|  |

| Demografie | Demografie | Demografie |
| An         | Locuitori  | Locuitori  |
| ---------- | ---------- | ---------- |
|            |            |            |
|            |            |            |
|            |            |            |
|            |            |            |
| 1948       | 762        |            |
| 1953       | 846        |            |
| 1961       | 898        |            |
| 1971       | 757        |            |
| 1981       | 778        |            |
| 1991       | 717        | 698        |
| 2003       | 679        | 576        |

| \| Componența etnică conform recensământului din 2003[2] \| Componența etnică conform recensământului din 2003[2] \| Componența etnică conform recensământului din 2003[2] \| Componența etnică conform recensământului din 2003[2] \| Componența etnică conform recensământului din 2003[2] \| \| ----------------------------------------------------- \| ----------------------------------------------------- \| ----------------------------------------------------- \| ----------------------------------------------------- \| ----------------------------------------------------- \| \| \| \| \| \| \| \| Bosniaci \| Bosniaci \| \| 442 \| 76,73% \| \| Sârbi \| Sârbi \| \| 74 \| 12,84% \| \| Muntenegreni \| Muntenegreni \| \| 23 \| 3,99% \| \| Musulmani \| Musulmani \| \| 23 \| 3,99% \| \| Albanezi \| Albanezi \| \| 6 \| 1,04% \| \| necunoscută \| necunoscută \| \| 7 \| 1,21% \| |              |  |     |        |
| Componența etnică conform recensământului din 2003 |              |  |     |        |
| |              |  |     |        |
| Bosniaci | Bosniaci     |  | 442 | 76,73% |
| Sârbi | Sârbi        |  | 74  | 12,84% |
| Muntenegreni | Muntenegreni |  | 23  | 3,99%  |
| Musulmani | Musulmani    |  | 23  | 3,99%  |
| Albanezi | Albanezi     |  | 6   | 1,04%  |
| necunoscută | necunoscută  |  | 7   | 1,21%  |